# Kirby's Epic Yarn
Kirby's Epic Yarn (毛糸のカービィ, Keito no Kābī, "Kirby de lã") é um jogo eletrônico de plataforma 2D para o Wii desenvolvido pelas produtoras japonesas Good-Feel e HAL Laboratory e publicado pela Nintendo. Anunciado oficialmente na Electronic Entertainment Expo de 2010 e lançado no final de 2010 no Japão e na América e no início do ano seguinte na Europa. É o décimo título da série Kirby.[carece de fontes?]
Em sua primeira aparição em um jogo dedicado do console, Kirby é levado por um feiticeiro a Patch Land, onde todo o ambiente e habitantes são feitos de fios de lã e tecido. Em sua nova forma, a personagem perde a sua habilidade de absorção de inimigos e seus poderes, mas, por ter seu corpo de lã, consegue moldá-lo para assumir diferentes formas, dentre elas carros, paraquedas, óvnis e robôs.
O Wii Remote é usado na posição horizontal pela maior parte do jogo e um modo cooperativo de dois jogadores está presente. De modo atípico, é impossível "morrer" em um estágio: quando atingido, Kirby deixa cair beads que podem ser logo recolhidas como acontece com os anéis em Sonic the Hedgehog.
Antes do lançamento do jogo, Kirby's Epic Yarn ganhou inúmeros prêmios na E3 2010, incluindo Game of the Show da GameSpot. Foi relançado em mídia digital na Nintendo eShop do Wii U na Europa e Austrália em 21 de maio de 2015, na América do Norte em 28 de julho de 2016 e no Japão em 9 de agosto de 2016. Um sucessor espiritual de Kirby's Epic Yarn, estrelado por Yoshi, intitulado de Yoshi's Woolly World foi lançado em 2015 para o Wii U. Uma port do jogo para o Nintendo 3DS intitulada Kirby's Extra Epic Yarn foi lançado em 8 de março de 2019.

## Desenvolvimento
O conceito de um Kirby de fios de lã semelhante ao de Epic Yarn data de 1992, em uma campanha publicitária japonesa para o jogo Kirby's Adventure, de NES. Desde o lançamento do Wii, em 2006, Kirby só havia aparecido no console como um lutador disponível em Super Smash Bros. Brawl. Em dezembro de 2007, a Nintendo negou o desenvolvimento de um jogo da série até o momento. Só em 2009 um título foi confirmado. Originalmente, o jogo se chamaria Keito no Fluff e não teria a presença de Kirby, até quando a Nintendo sugeriu incluí-lo no verão de 2009. Finalmente, foi publicamente anunciado na conferência da Nintendo na E3 de 2010.

## Recepção
Kirby's Epic Yarn foi geralmente bem recebido, com várias premiações na E3 e uma média de 88% de aprovação no Metacritic, o que levou-o à posição de décimo sexto melhor jogo para o Wii no site. O site IGN classificou-o como "um dos jogos de plataforma mais visualmente criativos", elogiando o estilo e a diversão, mas criticou sua facilidade. O brasileiro Wii Brasil destacou os gráficos, a fluidez das animações, a jogabilidade variada e a trilha sonora, também mencionando o apelo infantil e a pouca dificuldade.